# خوسيه مارتينيز (لاعب كرة قاعدة)
خوسيه مارتينيز هو لاعب كرة قاعدة كوبي، ولد في 26 يوليو 1942 في كارديناس في كوبا، وتوفي في 1 أكتوبر 2014 في أورلاندو في الولايات المتحدة.

## وصلات خارجية
- خوسيه مارتينيز على موقع دوري كرة القاعدة الرئيسي (الإنجليزية)
- خوسيه مارتينيز على موقعبيزبول رفرنس.كوم (الدوري الرئيسي) (الإنجليزية)
- خوسيه مارتينيز على موقعبيزبول رفرنس.كوم (الدوري الثانوي) (الإنجليزية)
- خوسيه مارتينيز على موقع مشجعي الرسوم البيانية (الإنجليزية)